# Henryk Antoni Szuman
Henryk Antoni Szuman (ur. 13 czerwca 1882 w Toruniu, zm. 2 października 1939 w Fordonie) – polski duchowny, dziekan i proboszcz parafii św. Mateusza w Starogardzie Gdańskim, Sługa Boży.

## Życiorys
Pochodził z wielodzietnej rodziny lekarza, społecznika Leona i Eugenii z Gumpertów. W toruńskim gimnazjum był przewodniczącym tajnej organizacji nawiązującej do tradycji filomackiej (1896–1900). Od 1904 roku studiował w Wyższym Seminarium Duchownym w Pelplinie. W tym okresie kierował patriotyczną organizacją studencką. Po ukończeniu studiów filozoficzno–teologicznych 23 lutego 1908 roku otrzymał sakrament święceń kapłańskich. Apostolat realizował duszpasterzując w Brodnicy nad Drwęcą, Lubichowie, Dobrczu, jako wikariusz w Nidzicy i Wielu. Kontynuował studia na Uniwersytecie Jagiellońskim. 3 maja 1915 roku skierowano go do Trzebcza, gdzie objął obowiązki proboszcza. Zorganizował pomoc dzieciom osieroconym w wyniku I wojny światowej i uratował grupę kilkudziesięciu dzieci przed zgermanizowaniem. Taką samą funkcję pełnił od 20 maja 1920 roku w Nawrze i od 14 czerwca 1932 roku w parafii św. Mateusza w Starogardzie Gdańskim, zaś w latach 1937–1939 pełnił obowiązki dziekana dekanatu starogardzkiego.
Był budowniczym kościoła św. Wojciecha i pierwszym administratorem parafii św. Wojciecha. Należał do licznych polskich organizacji oświatowych i charytatywnych, określany jako apostoł trzeźwości i miłości wobec ubogich. Papież Pius XI nadał mu tytuł prałata.
1 września 1939 został zmuszony opuścić parafię. Zastrzelony 2 października 1939 r. w publicznej egzekucji pod murem kościoła św. Mikołaja w Fordonie k. Bydgoszczy. Przed rozstrzelaniem wzniósł okrzyk: „Niech żyje Chrystus Król, niech żyje Polska!”.
Jest jednym ze 122 Sług Bożych, wobec których 17 września 2003 roku rozpoczął się proces beatyfikacyjny drugiej grupy męczenników z okresu II wojny światowej.

## Ordery i odznaczenia
- Krzyż Oficerski Orderu Odrodzenia Polski (28 kwietnia 1926)[3]